# Station Mikołów
Station Mikołów is een spoorwegstation in de Poolse plaats Mikołów.